# Остени-Закени

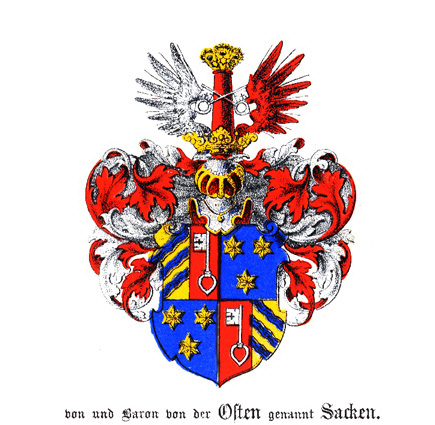
Герб Остенів-Закенів, фрайгерів (Балтійський гербовник)

О́стени-З́акени (нім. Osten-Sacken), або фон дер Остен-Закени (нім. von der Osten-Sacken, «Остенські-Закенські») — німецький шляхетний балтійський рід. Піддані Данії, Курляндії, Польщі, Швеції, Пруссії, Росії. Відомий з кінця ХІІІ ст.: в джерелах під 1395 роком згадується Арнольд Закенський (лат. Arnoldus de Sacken), слуга курляндського єпископа Отто. Від 1544 року знаний Сандер Закенський, який першим використовував прізвисько «Остський»; з часом воно перетворилося у складене прізвище «Закен-Ост», або «Остен-Закен». Поділявся на кілька гілок: курляндську, езельську і ліфляндську. 1620 року курляндська гілка роду була внесена до матрикулу курляндського лицарства. 1740 року езельську гілку внесли до списків езельського лицарства, а 1797 і 1818 року — до ліфлянського лицарства. 1763 року представники курляндської гілки отримали титул графів Священної Римської імперії;  вони здобули графський (1797) і княжий титули (1798) від прусського короля. 1821 року інша гілка роду отримала російський графський титул, а 1832 року — княжий. 1853, 1854 і 1862 року бічні гілки роду набули підтвердження титулу баронів від Російського сенату.

## Назва
- О́стени-З́акени (нім. Osten-Sacken, «Ости-Закени»; латис. fon der Osten-Zakeni), або Остени, знані як Закени (нім. von der Osten, gennant  Sacken; латис. Osteni no Sakas)
- фон дер Остен-Закени (нім. von der Osten-Sacken, «Остенські-Сакенські»)
- Закен-Ости (нім. Sacken-Ost), або Закени, знані як Ости (нім. von Sacken, gennant von der Ost)
- Остен-Сакени (рос. Остен-Сакен) — у російських джерелах.

## Герб
- Фрайгерський (баронський) герб: Щит розтятий і перетятий. У першій і третій чвертях — розтяте поле на синь, перетяту трьома золотими хвилястими перев'язами, і червінь, в якій срібний ключ, кільцем донизу (герб Остенів). У другій і четвертій чвертях — три золоті шестикутні зірки у синьому полі (герб Закенів). У клейноді срібне і червоне крила, між якими височіє червона колона, поверх якої схрещені срібні ключі, увінчана золотим павиним плюмажем, поверх якого золота зірка. Намет червоний, підбитий сріблом.
- Графський герб (Пруссія): щит із фрайгерським гербом Остенів-Закенів, увінчаний графською короною. Його тримають обачіч золоті леви, із оберненими головами і червоними язикам. Над графською короною три шоломи, які мають різні клейноди: центральний з клейнодом Остенів-Закенів; правий — з коронованим орлом, розтятим на чернь і срібло; лівий — яструб із золотим озброєнням, що тримає правою лапою срібну підкову з хрестом (клейнод Яструбця). Намет центрального шолома — червоний, підбитий сріблом; бокових шоломів — сині, підбиті золотом.
- Графський герб (Росія): щит із фрайгерським гербом Остенів-Закенів, увінчаний графською короною. По центру щита інший щиток із малим гербом Російської імперії — у золотому полі чорний двоголовий орел, коронований золотими коронами. Над графською короною один клейнод Остенів-Закенів. Намет золотий і синій, підбитий червоним. Наданий 27 серпня 1798 року Карлу фон дер Остен-Закену, який отримав російський графський титул 9 червня 1797 року[2].

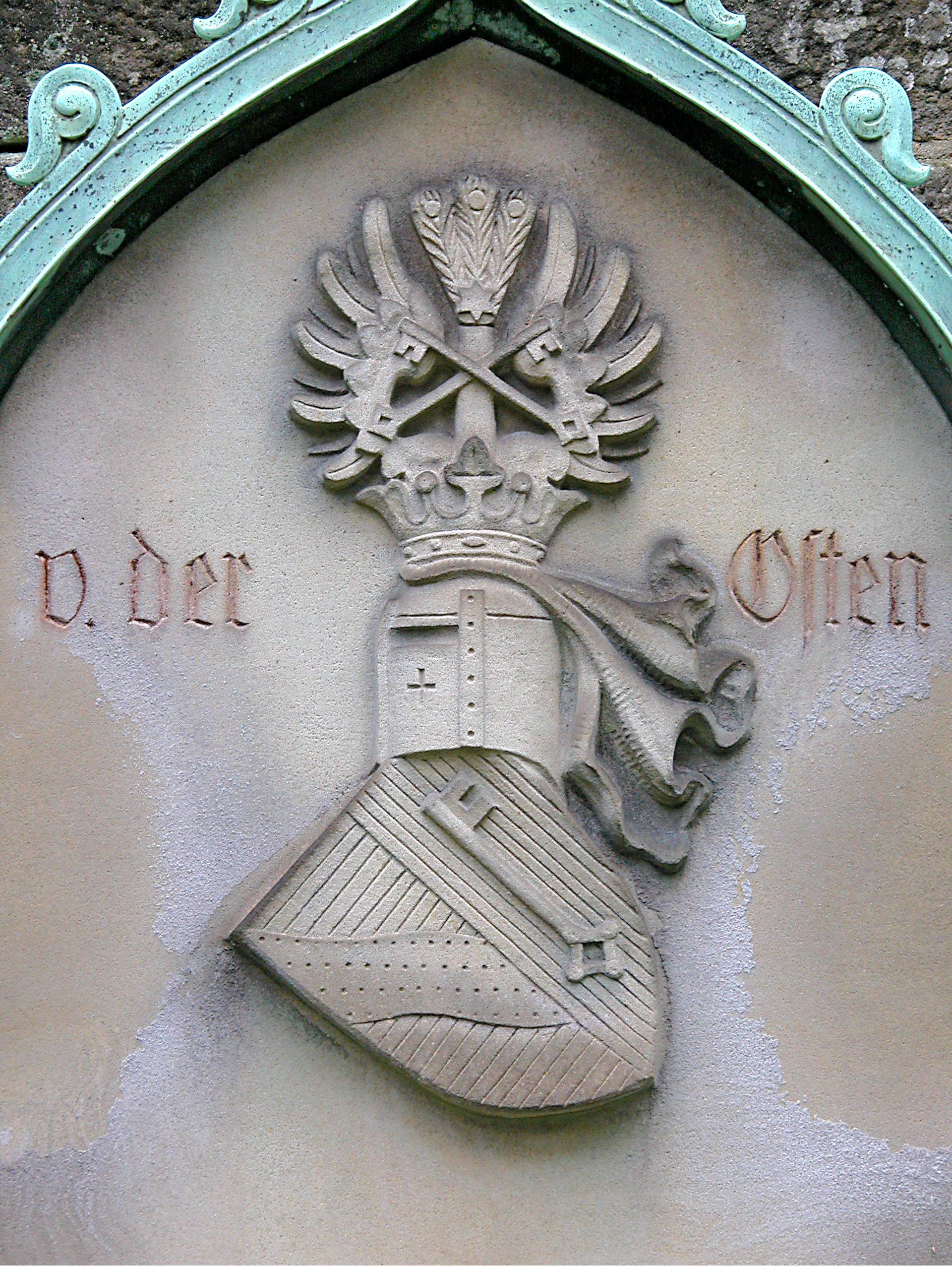
Остени
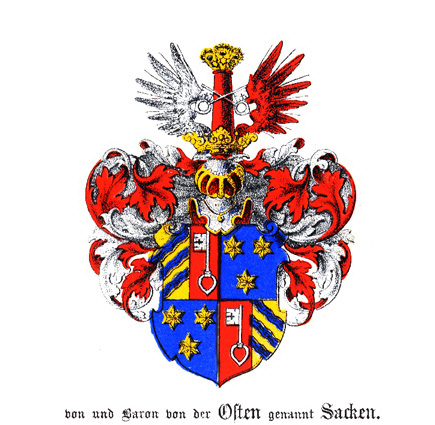
Фрайгери (барони)
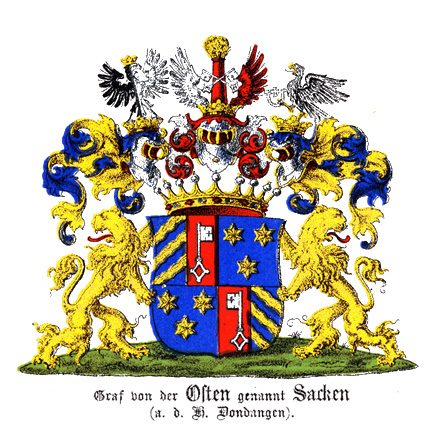
Прусські графи
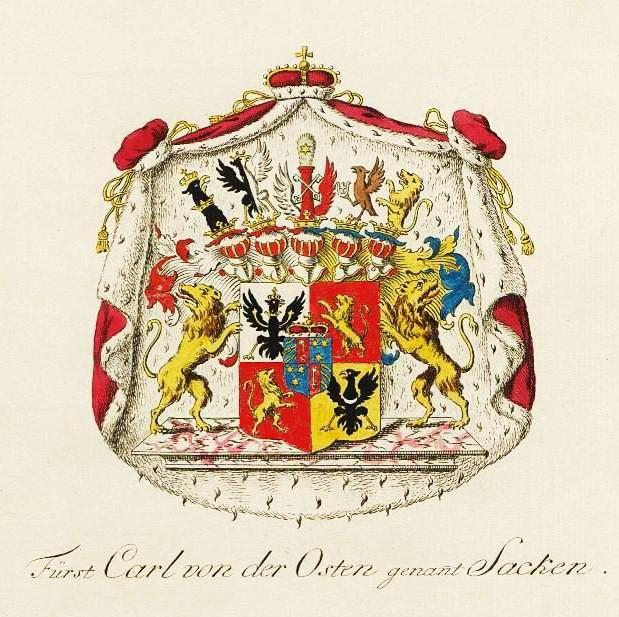
Прусські князі
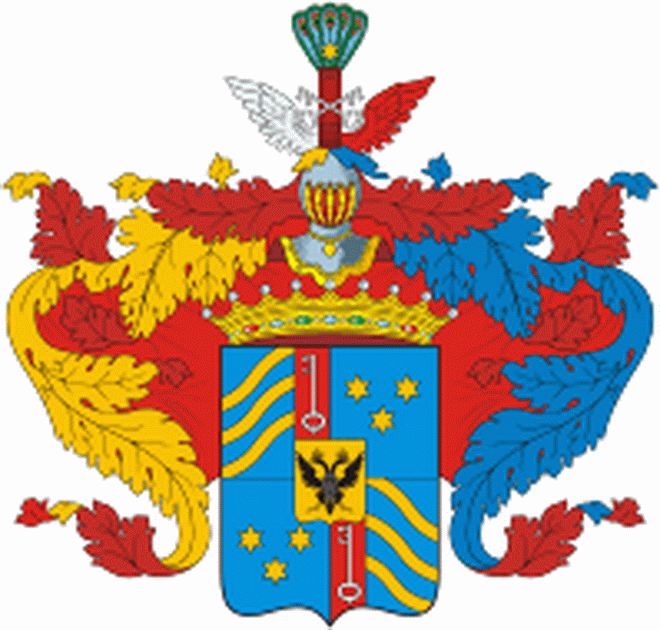
Російські графи

## Курляндська гілка
Курляндська гілка роду Остенів-Закенів вписана у матрикул курляндського лицарства від 17 жовтня 1620 року, під 6-м номером І класу, в чині фрайгерів.

### Довідники
- Osten-Sacken // Jahrbuch des Deutschen Adels. Band 2, 1898, S. 749 ff
- Genealogisches Handbuch des Adels. Bd. 119, Adelslexikon, Bd. X, 1999, Of-Pra, S. 69–78.
- Genealogisches Handbuch der baltischen Ritterschaften. Teil 2-2: Estland. Görlitz, 1930. Band II, S. 344–345.
- Osten-Sacken // Genealogisches Handbuch der baltischen Ritterschaften. Teil 4: Oesel, Görlitz, 1935, S. 250–260.
- Osten-Sacken, v. der // Deutschbaltisches biographisches Lexikon 1710–1960. Köln-Wien, 1970, S. 563.
- Robert Klempin, Gustav Kratz: Matrikeln und Verzeichnisse der Pommerschen Ritterschaft vom XIV bis in das XIX Jahrhundert. A. Bath, Berlin 1863 (Volltext)
- Ernst Heinrich Kneschke: Neues allgemeines deutsches Adels-Lexicon. Band 7, Friedrich Voigt, Leipzig 1867, S. 5–8 (Volltext)
- Gerlinde Kraus: Christiane Fürstin von der Osten-Sacken. Franz Steiner Verlag, Stuttgart 2001, S. 43 ff. (eingeschränkte Vorschau)
- Leopold von Ledebur: Adelslexikon der preußischen Monarchie. Berlin 1856, Band 2, S. 171–172 (Volltext)
- Armin von der Osten gen. Sacken: Ehe-Bündnisse des pommerschen schloßgesessenen Geschlechts von der Osten und des kurländischen Geschlechts der Freiherren von der Osten genannt Sacken. In: VJH 25, 1897, S. 135–195, 239–302.
- Armin von der Osten gen. Sacken: Nachrichten über Herkunft, Verzweigung und Wappen derer von der Osten und von der Osten gen. Sacken. Mittler, Berlin 1893.
- Christian von der Osten gen. Sacken: Das Testament des Dietrich von Sacken auf Lehnen vom Jahre 1668. In: Jahrbuch für Genealogie, Heraldik und Sphragistik. Jahrgang 1896, S. 82–87.
- Leopold von Zedlitz-Neukirch: Neues preussisches Adelslexicon. Band 3, Gebrüder Reichenbach, Leipzig 1837, S. 485–487. (Volltext).
- Рудаков, В. Е. Остен-Сакен // Энциклопедический словарь Брокгауза и Ефрона. Санкт-Петербург, 1897, Т. 22, С. 334.